# Synchronized Multimedia Integration Language
Synchronized Multimedia Integration Languageは、WWW上でマルチメディアコンテンツを表現するためのマークアップ言語の一つである。静止画、動画、音声、文字（テキスト）などの、位置レイアウト、時間軸上でのレイアウトを、Extensible Markup Language (XML) フォーマットで記述することで統合し、再生させることができる。略称はSMILで、スマイルと読む。同期マルチメディア統合言語と日本語訳されることもある。
SMILは、World Wide Web Consortium (W3C) 勧告による仕様のひとつである。1997年に登場し、W3Cによって1998年6月にSMIL 1.0として仕様勧告となった。その後SMIL2.1を経て、最新バージョンであるSMIL 3.0が、2008年12月1日に勧告された。

## 記法
XMLフォーマットに準拠している。例として、異なるフォーマットの動画ファイルを縦に並べて同時に再生する記述を示す。
```
<smil>

  
<head>

    
<meta
 
name=
"title"
 
content=
"Hello, World"
 
/>

    
<layout>

      
<root-layout
 
width=
"320"
 
height=
"480"
 
/>

      
<region
 
id=
"hello"
 
width=
"320"
 
height=
"240"
 
left=
"0"
 
top=
"0"
 
/>

      
<region
 
id=
"world"
 
width=
"320"
 
height=
"240"
 
left=
"0"
 
top=
"240"
 
/>

    
</layout>

  
</head>

  
<body>

    
<seq>

      
<video
 
src=
"hello.3gp"
 
region=
"hello"
 
/>

      
<video
 
src=
"world.mpg"
 
region=
"world"
 
/>

    
</seq>

  
</body>

</smil>

```

## 再生可能なソフトウェア・ハードウェア
- GRiNS Player
- SOJA（Javaアプレット）
- X-Smiles browser（XMLブラウザ）
- RealPlayer
- au CDMA 1X WIN携帯電話端末（W21Hおよびデータ端末を除く）

## オーサリングソフト
- SMIL Scenario Creator（KDDI研究所）
- SMIL Editor（ドコモ・システムズ）
- SmilSmil
- RealSlideshow
- Fluition
- GRiNS Editor
- SMIL Composer

## 日本での応用事例
auの携帯電話 CDMA 1X WIN端末では、大容量番組配信サービスであるEZチャンネルでSMILの技術が利用されている。通話や電子メールなど端末が持つ機能との連携や、配信における著作権の保護に関する独自拡張も含む。